# Institut français Köln
L'Institut français Köln, situé à Cologne, en Allemagne, est un institut culturel français.

## Histoire et missions
Fondé en 1952, il fut installé dans un bâtiment conçu par l'architecte allemand Wilhelm Riphahn (de). À cette fin, un contrat fut signé entre la République française et l'Université de Cologne. Le bâtiment est aujourd'hui classé au titre de la protection du patrimoine.
L'Institut propose un programme culturel (expositions, débats, lectures, films), une importante médiathèque, un bibliobus, des cours de langue française et permet de passer des diplômes de langue,.
En 2009 est lancé avec l'Université de Cologne un projet de coopération franco-allemande dans la recherche et l'enseignement pour la création d'un « Centre de recherche interdisciplinaire sur la France et la francophonie ».